# 鈴木勝大
鈴木勝大（1992年12月29日—）是一位日本的男演員、模特兒，出生於神奈川縣，身高174公分，隸屬於Ever Green Entertainment。

## 出演

### 電視劇
- 美咲 No.1（2011年1月12日－3月16日，日本電視台）- 服部勝大
- 伴君入眠（日语：シマシマ (漫画)#テレビドラマ）（2011年4月22日－6月24日，TBS電視台）- 林田龍胆
- 花樣少年少女 ～美男☆樂園～（2011年7月10日－9月18日，富士電視台）- 野江伸二
- 特命戰隊Go Busters（2012年2月26日－2013年2月10日，朝日電視台）- 櫻田弘／Red Buster
- 家族の裏事情（2013年10月25日-2013年12月17日，富士電視台） - 武井彩
- Limit 界限（2013年7月12日-2013年9月27日，東京電視台） - 末延景子 - 日向晴明
- 即使弱也會得勝（2014年4月12日-2014年6月21日，日本電視台） -樫山正巳
- 假面騎士ZI-O（2019年1月20日-2019年1月27日，朝日電視台） - 堂安主水／假面騎士Quiz
- 輪到你了第8話（2019年6月2日，日本電視台） - 甲野貴文

### 電影
- 海賊戰隊豪快者 VS 宇宙刑事卡邦 The Movie（2012年1月21日上映，東映）- Red Buster（聲）
- 櫻蘭高校男公關部（2012年3月17日上映）- 垂水隼人
- 假面騎士x超級戰隊 超級英雄大戰（2012年4月21日上映，東映）- 櫻田弘／Red Buster（聲）
- 特命戰隊Go Busters THE MOVIE 保護東京Enetower!（2012年8月4日上映，東映）- 櫻田弘／Red Buster（聲）
- 特命战队Go Busters VS 海贼战队豪快者 THE MOVIE（2013年1月19日上映，東映）- 櫻田弘／Red Buster（聲）
- 假面骑士×超级战队×宇宙刑事 超级英雄大战Z（2013年4月27日上映，東映）- 櫻田弘／Red Buster（聲）
- 獸電戰隊強龍者 VS Go Busters 恐龍大決戰！ 再見永遠的朋友啊 （2014年1月18日上映，東映）- 櫻田弘／Red Buster（聲）
- 帝一之國（2017年4月29日上映，東寶）- 駒光彥
- 一礼して、キス（2017年11月11日上映）-
- 走れ！T校バスケット部（2018年11月3日上映，東映）- 川久保透
- 翔んで埼玉（2019年2月22日上映，東映）- 埼玉解放戰線員 東鄉修
- 午前0時、キスしに来てよ（2019年12月6日公開予定，松竹）-

### 網絡電影
- 網路版 - 假面騎士x超級戰隊 超級英雄大變 〜犯人到底是誰〜（2012年）- 櫻田弘／Red Buster（聲）

## 外部連結
- 鈴木勝大官方網站 （页面存档备份，存于）（日語）

| 前任： 小澤亮太 （海賊戰隊豪快者） | 日本超級戰隊系列紅色戰士演員 特命戰隊Go Busters 2012年2月26日－2013年2月17日 | 繼任： 龍星涼 （獸電戰隊強龍者） |